# Чемпіонат Південної Америки з футболу 1929
Чемпіонат Південної Америки з футболу 1929 року — дванадцятий розіграш головного футбольного турніру серед національних збірних Південної Америки. Турнір відбувався у двох містах Аргентини з 1 по 17 листопада 1929 року. Переможцем вчетверте стала збірна Аргентини, вигравши усі матчі на турнірі.

## Формат
Відбірковий турнір не проводився. Від участі у турнірі відмовилась збірні Бразилія , Болівія і Чилі. Четверо учасників, Аргентина, Парагвай, Перу і Уругвай мали провести один з одним матч за круговою системою. Переможець групи ставав чемпіоном. Два очки присуджувались за перемогу, один за нічиєю і нуль за поразку. У разі рівності очок у двох лідируючих команд призначався додатковий матч.

## Стадіони
| Буенос-Айрес      | Буенос-Айрес      | Авельянеда        |
| ----------------- | ----------------- | ----------------- |
| «Гасометро»       | «Альвеар і Тагле» | «Лібертадорес»    |
| Місткість: 75,000 | Місткість: 40,000 | Місткість: 57.858 |
|                   |                   |                   |

## Підсумкова таблиця
| Збірна    | І | В | Н | П | ГЗ | ГП | Р   | О |
| --------- | - | - | - | - | -- | -- | --- | - |
| Аргентина | 3 | 3 | 0 | 0 | 9  | 1  | +8  | 6 |
| Парагвай  | 3 | 2 | 0 | 1 | 9  | 4  | +5  | 4 |
| Уругвай   | 3 | 1 | 0 | 2 | 4  | 6  | −2  | 2 |
| Перу      | 3 | 0 | 0 | 3 | 1  | 12 | −11 | 0 |

| 1 листопада 1929 |

| Уругвай | 0–3 | Парагвай                       |
| ------- | --- | ------------------------------ |
|         |     | Гонсалес 16', 86' Домінгес 55' |

| «Альвеар і Тагле», Буенос-Айрес Арбітр: Хосе Гальї (Аргентина) |

| 3 листопада 1929 |

| Аргентина                     | 3–0 | Перу |
| ----------------------------- | --- | ---- |
| Пеуселье 6' Сумельсу 38', 58' |     |      |

| «Гасометро», Буенос-Айрес Арбітр: Анібаль Техада (Уругвай) |

| 10 листопада 1929 |

| Аргентина                                  | 4–1 | Парагвай     |
| ------------------------------------------ | --- | ------------ |
| М. Еварісто 7' Феррейра 24', 48' Черро 50' |     | Домінгес 56' |

| «Гасометро», Буенос-Айрес Арбітр: Хуліо Борельї (Перу) |

| 11 листопада 1929 |

| Перу        | 1–4 | Уругвай                             |
| ----------- | --- | ----------------------------------- |
| Лісарбе 81' |     | Фернандес 21', 29', 43' Андраде 69' |

| «Альвеар і Тагле», Буенос-Айрес Арбітр: Мігель Барба (Парагвай) |

| 16 листопада 1929 |

| Парагвай                                      | 5–0 | Перу |
| --------------------------------------------- | --- | ---- |
| Нессі 10' Гонсалес 55', 63', 69' Домінгес 82' |     |      |

| «Лібертадорес», Авельянеда Арбітр: Хосе Гальї (Аргентина) |

| 17 листопада 1929 |

| Аргентина                    | 2–0 | Уругвай |
| ---------------------------- | --- | ------- |
| Феррейра 14' М. Еварісто 77' |     |         |

| «Гасометро», Буенос-Айрес Арбітр: Мігель Барба (Парагвай) |

## Чемпіон

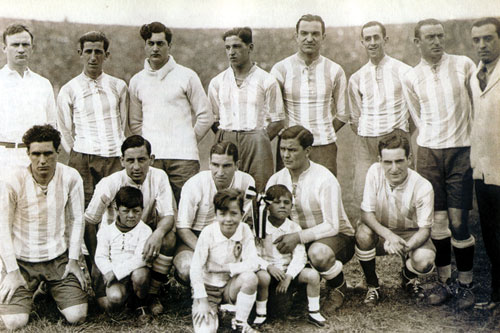
Збірна Аргентини — чемпіони Південної Америки 1929 року.

| Чемпіон Південної Америки 1929 |
| ------------------------------ |
| Аргентина 4-й титул            |

## Найкращі бомбардири
5 голів
- Ауреліо Гонсалес

3 голи
- Мануель Феррейра
- Діохенес Домінгес
- Лоренсо Фернандес

2 голи
- Маріо Еварісто
- Адольфо Сумельсу